# Festuca teyberi
Festuca teyberi är en gräsart som beskrevs av Jean Jacques Vetter. Festuca teyberi ingår i släktet svinglar, och familjen gräs. Inga underarter finns listade i Catalogue of Life.